# 金屑川
金屑川（かなくずかわ）は、福岡県福岡市を流れて、室見川に合流して、博多湾へ注ぐ二級河川。

## 名前の由来
旧称は屑川（くずかわ）である。室見川と並行して福岡市内に入り、津屋敷、有田を通り、油山川（旧稲塚川）に合流し、さらに室見川に合流して、博多湾に注ぐ室見川水系の川である。かつては潮井川と呼ばれていた。

## 沿革

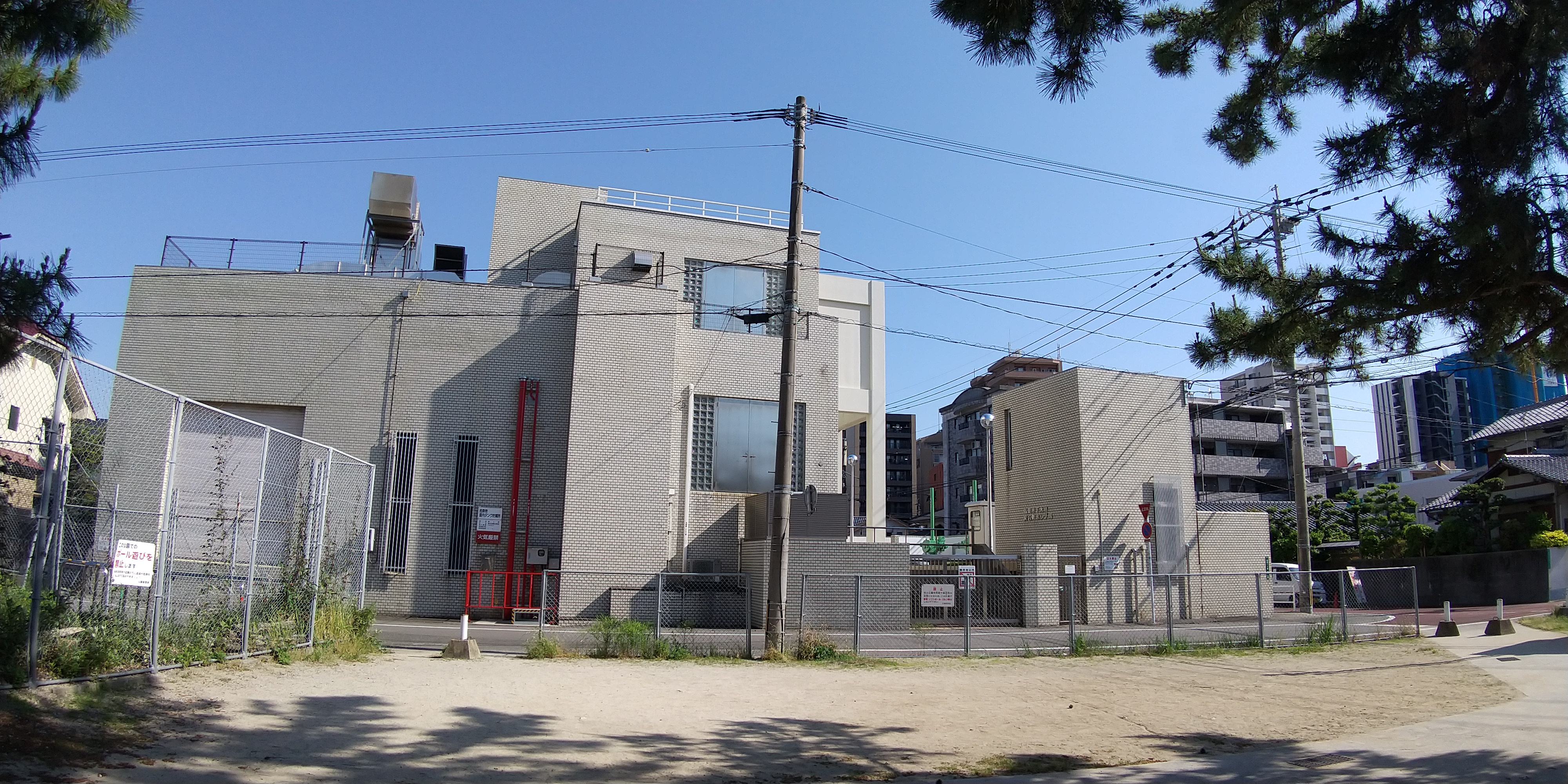
福岡市飛石町ポンプ場（室見一丁目16-19）

- 1970年（昭和46年） - 樋井川、金屑川他4河川で都市小河川改修事業（現・都市基盤河川改修事業）に着手。近年はワークショップ「金屑川水辺の楽校プロジェクト」も開催されている[3]。
- 1973年（昭和48年）4月 - 福岡市飛石町ポンプ場（室見一丁目16-19[注釈 1]）の運転開始[注釈 2]

## 鯰神
福岡市地下鉄七隈線の賀茂駅のそば、川が二又に別れた先に賀茂橋と賀茂神社がある。1732年（享保17年）から1733年（享保18年）に西日本一帯で発生した享保の大飢饉の際、氏子が災いの鎮まるよう神に祈ると夢枕に鯰が現れて｢鯰を殺すな、金屑川をきれいにせよ」とお告げがあり、その通りにするとやがて飢饉が収まったという。
毎年9月15日の夜には、賀茂神社で菜種油を入れた小皿を並べて千の灯をともし、無病息災を祈る「賀茂神社の千灯明」が行われる。

## 主な橋
河口から、百道橋（人道橋、水道管橋）、飛石橋（とびいしばし）、庄橋、涼橋（すずみばし）、金門橋、潮見橋、徳摩橋、桜花橋、大原橋（おおはらばし、金屑川ライブカメラ設置）、岸添橋（きしぞえばし）、小田部橋、有田新橋、賀茂中橋、賀茂橋（ここで分岐し、はなたて用水路へ）、池ノ坪橋、大町橋、田隈へ至る。

主な橋
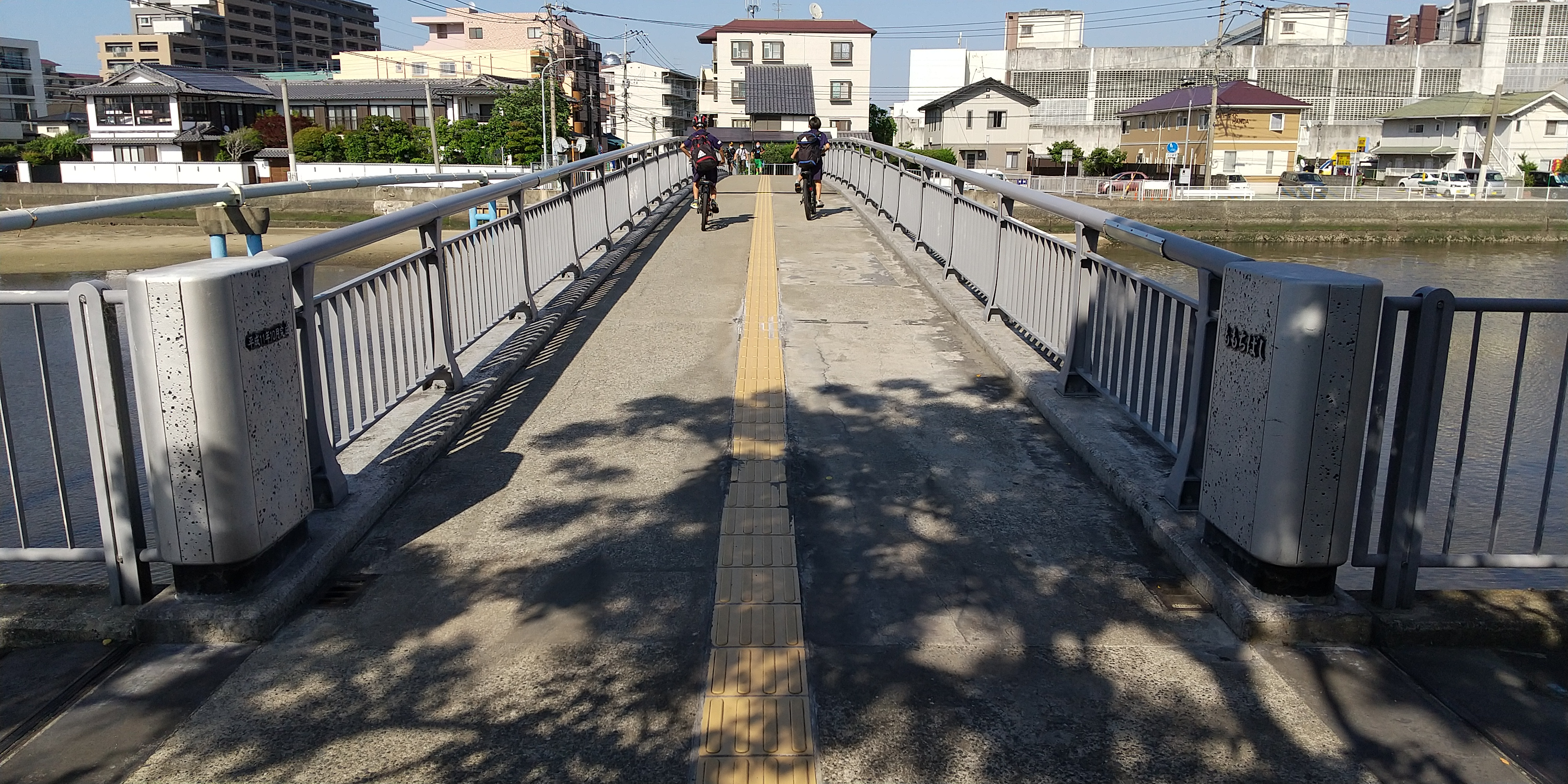
百道橋
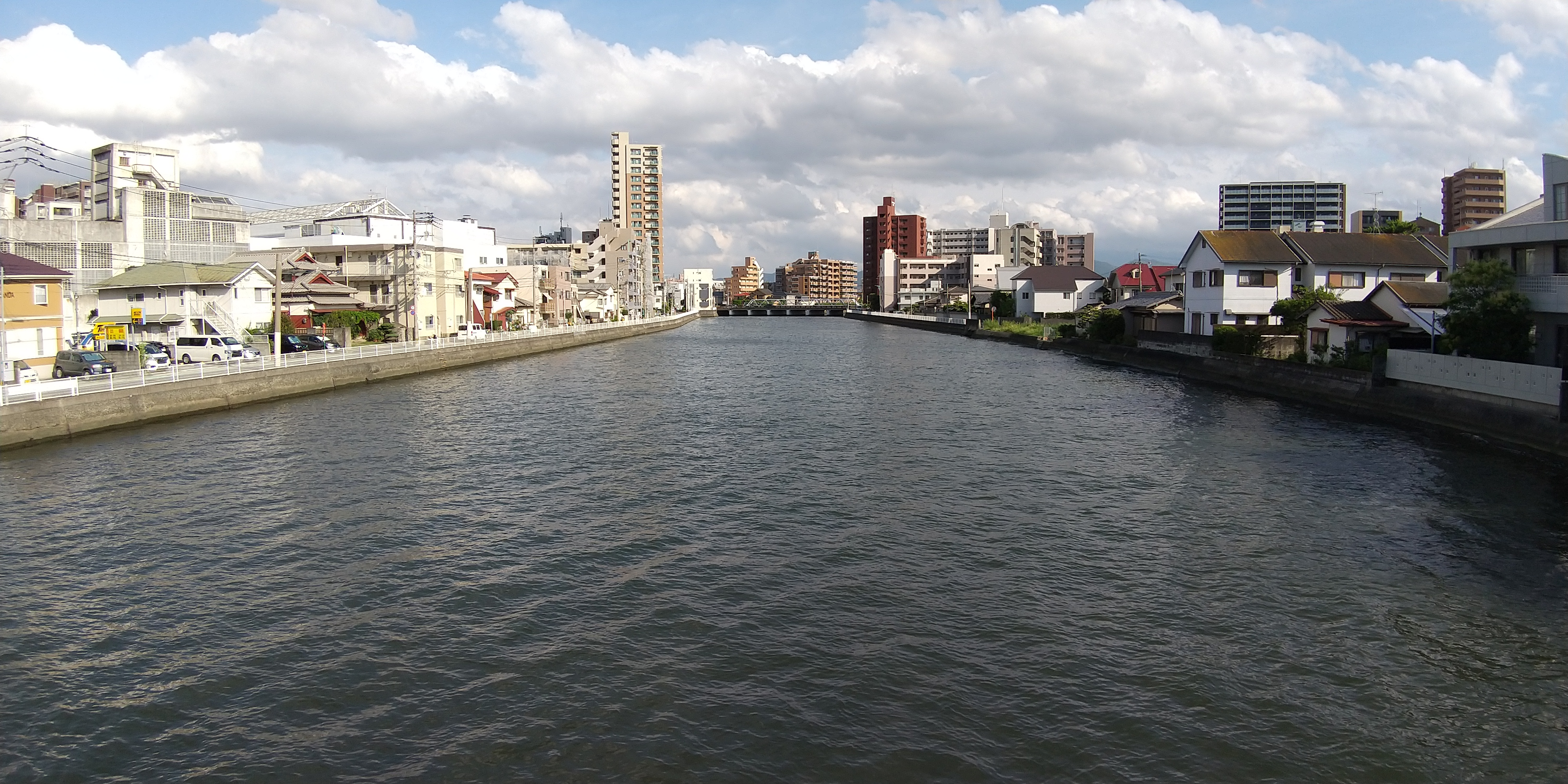
金屑川（百道橋付近、左：百道、右：室見）
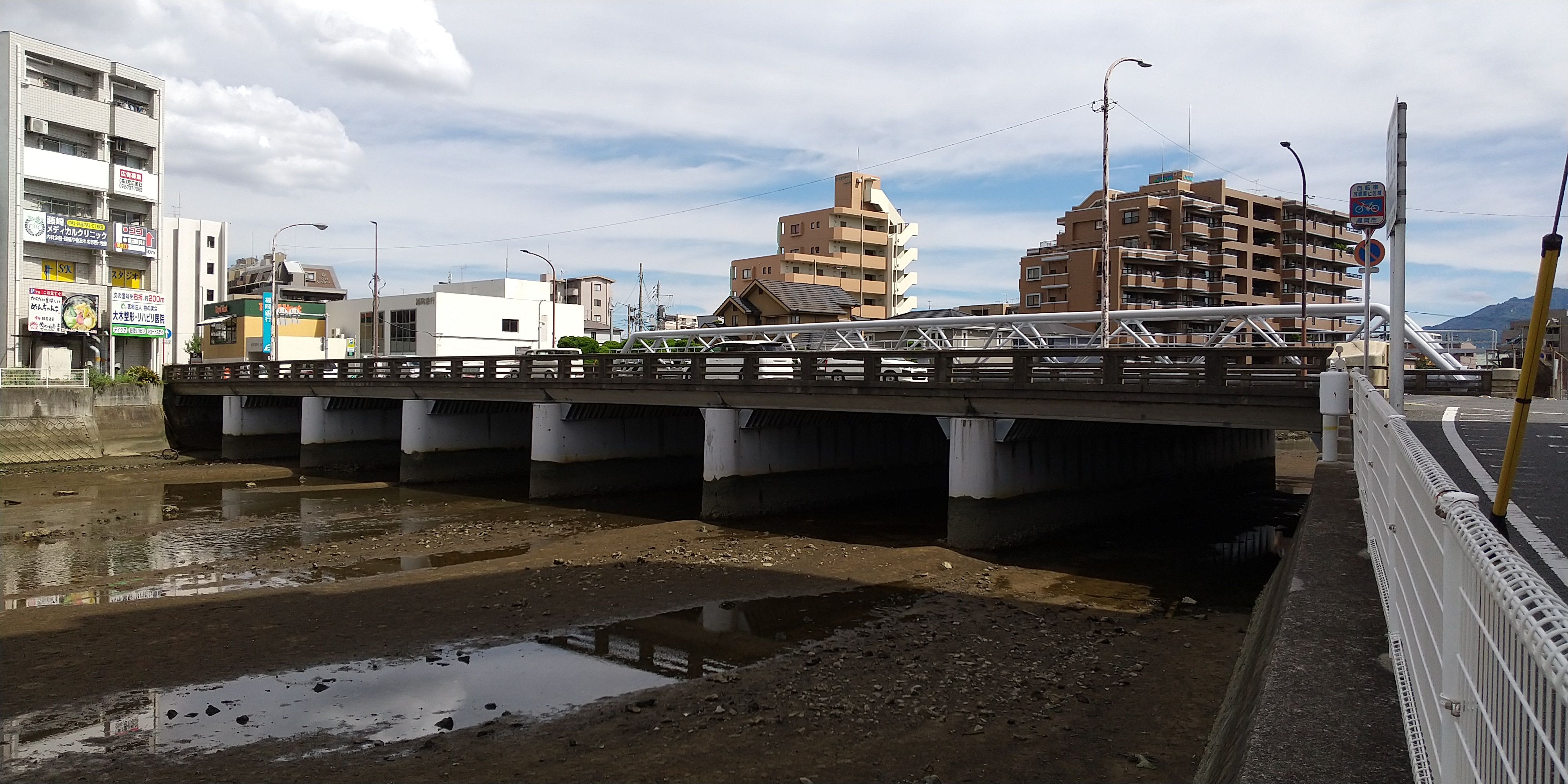
飛石橋
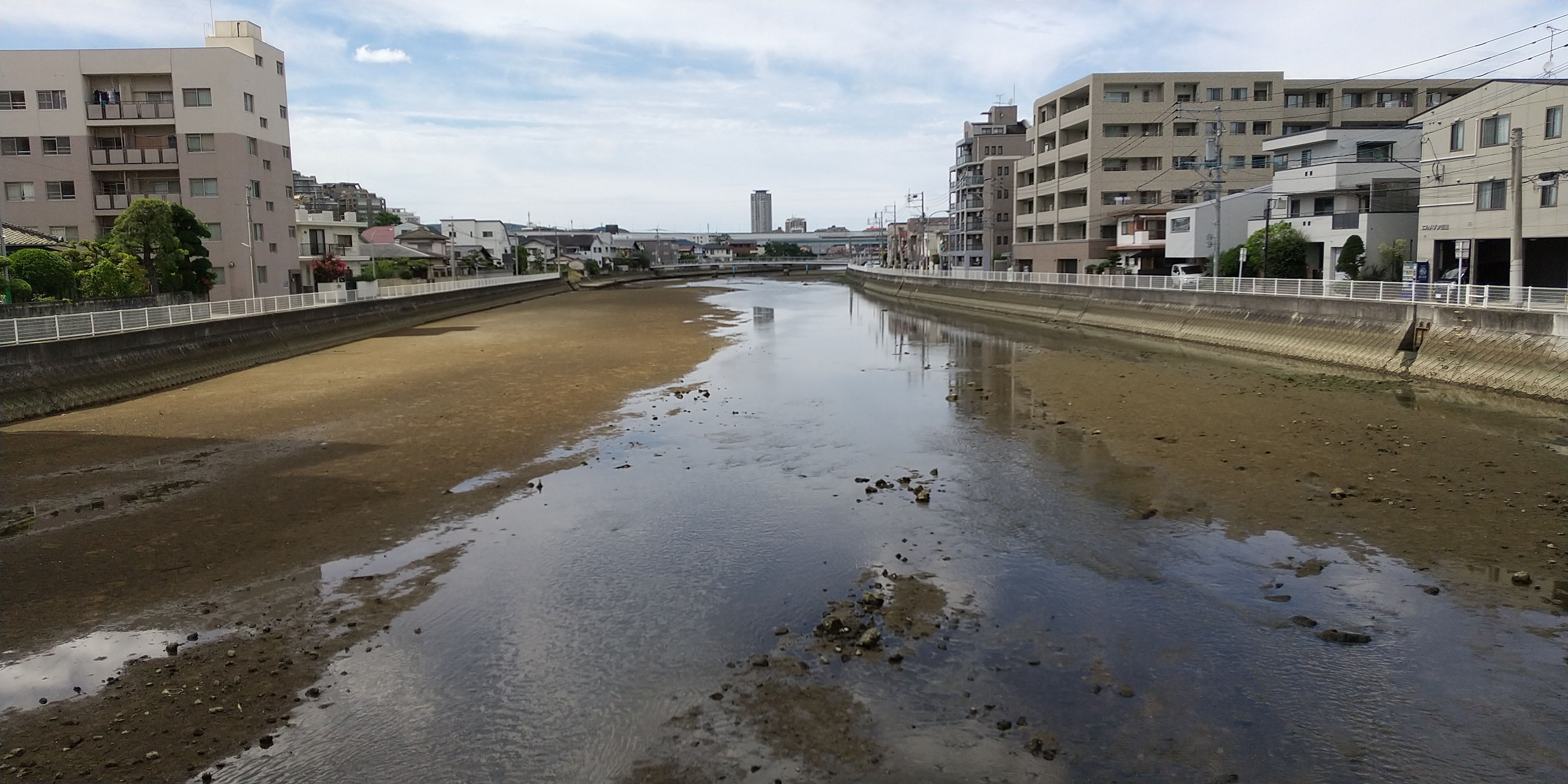
金屑川（飛石橋の下流側、左：室見、右：百道）
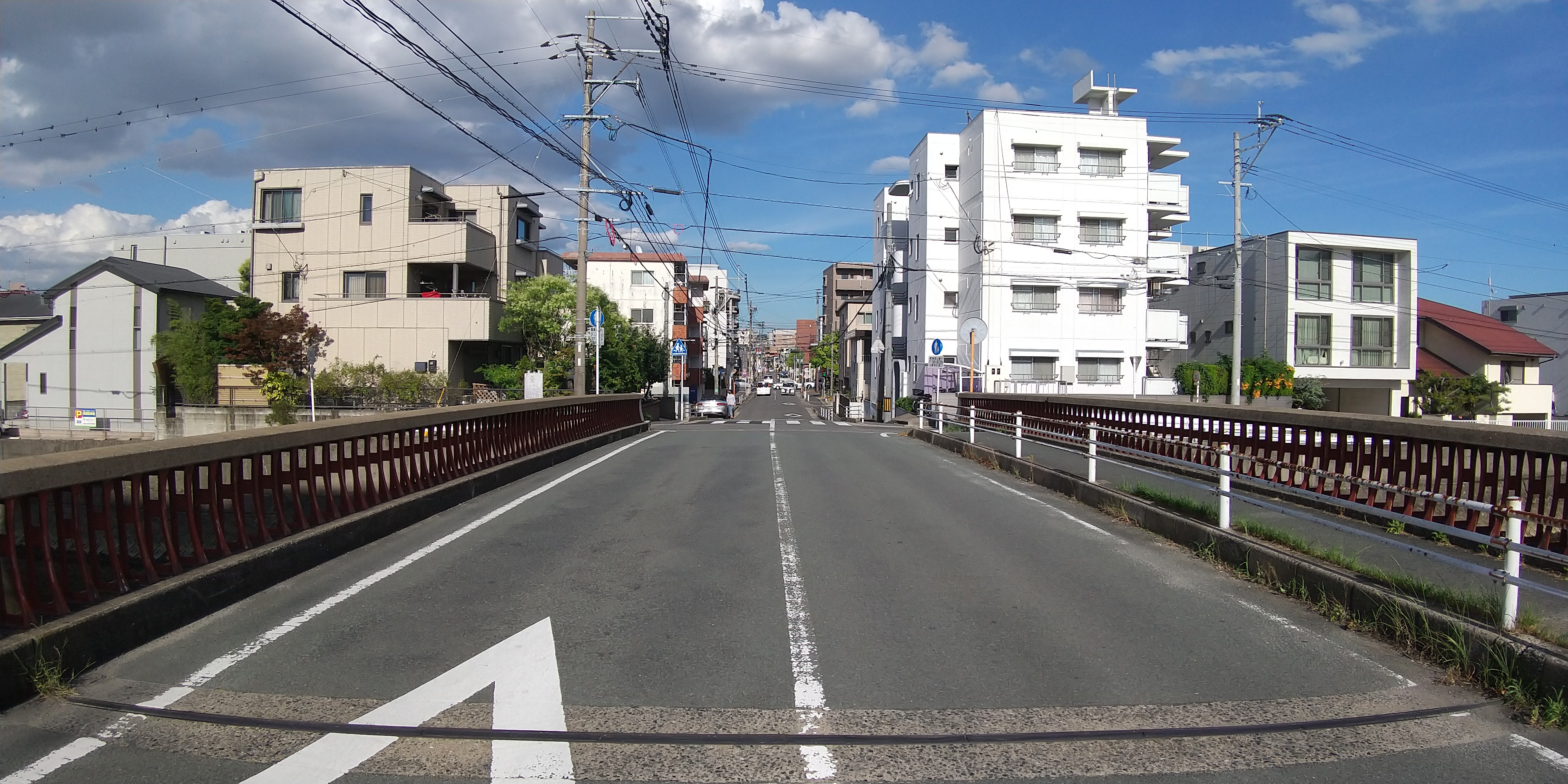
涼橋（金屑川、弥生300号線、早良区弥生）
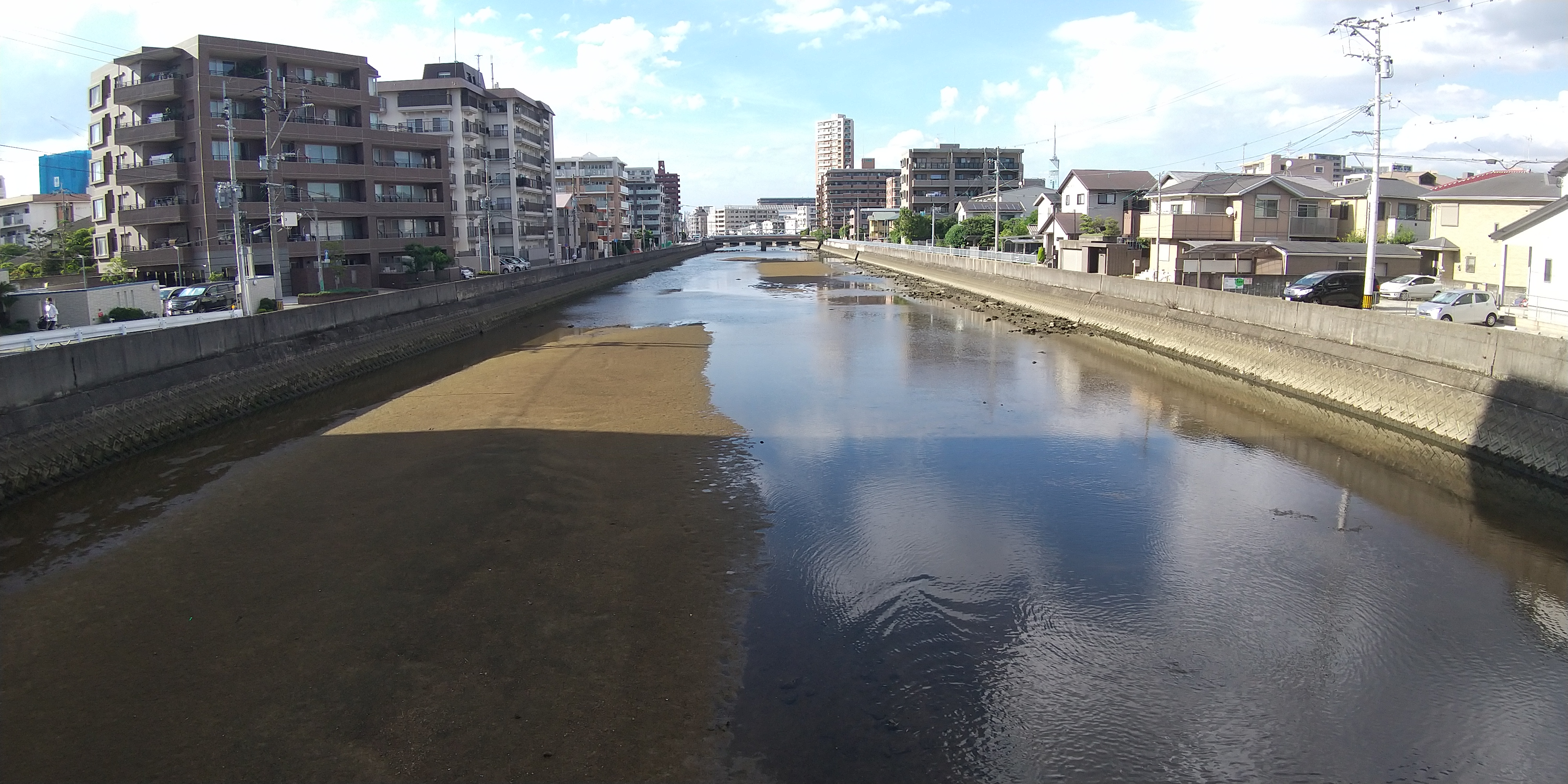
金屑川（涼橋付近、左：室見、右：弥生）
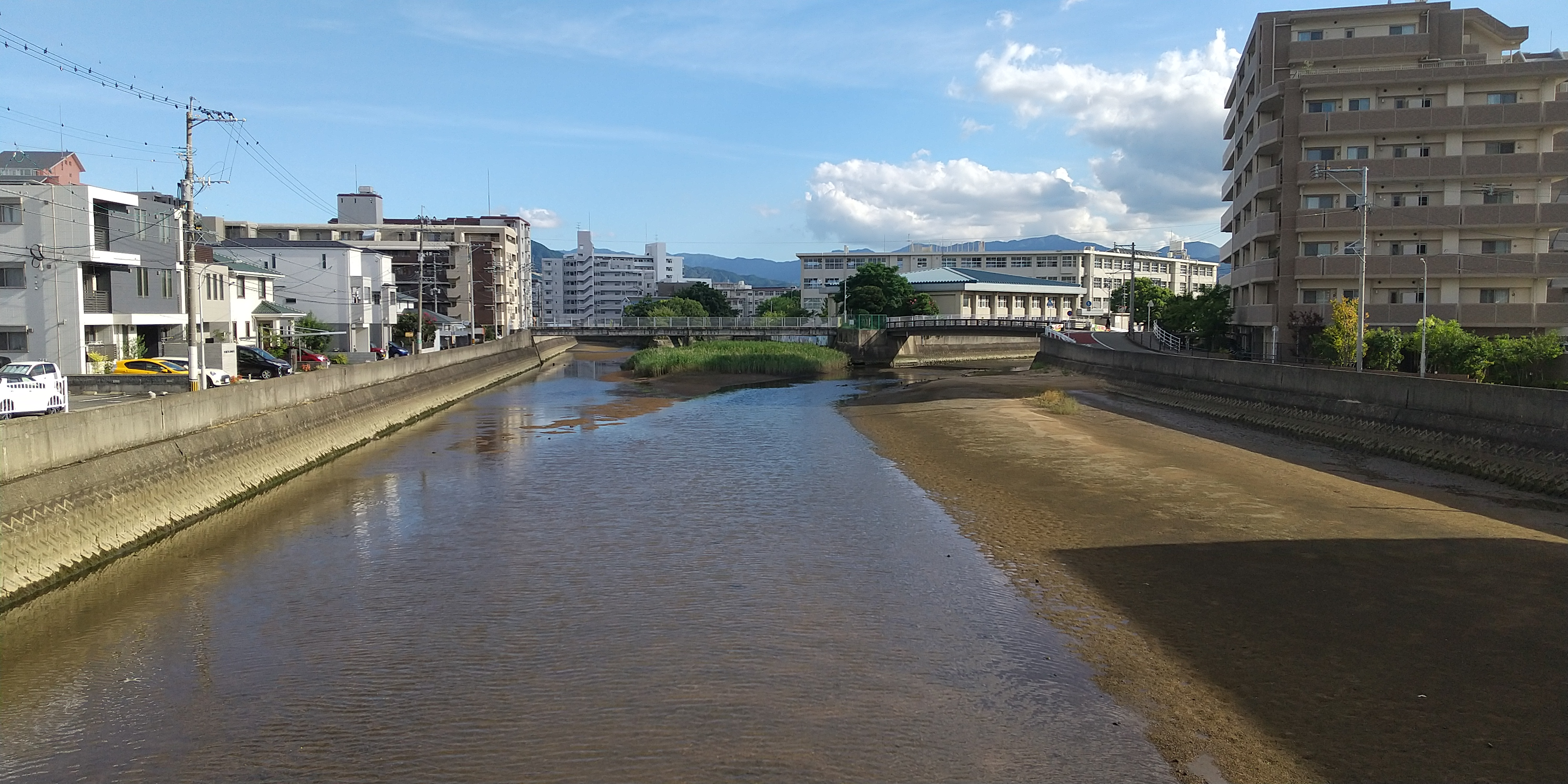
金屑川（涼橋付近、左：弥生、右：室見）
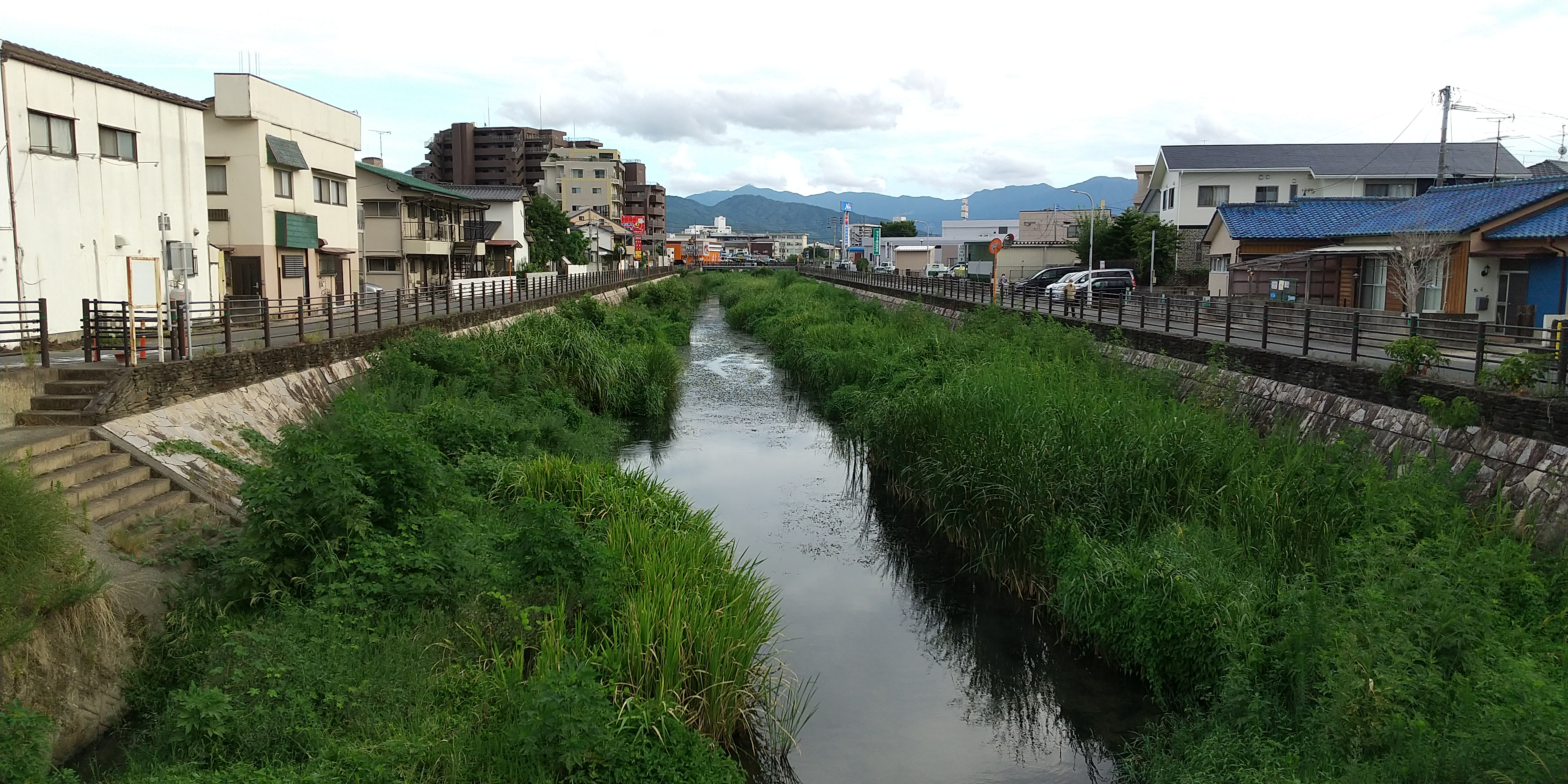
金屑川（大原橋の上流側、左：原、右：小田部）
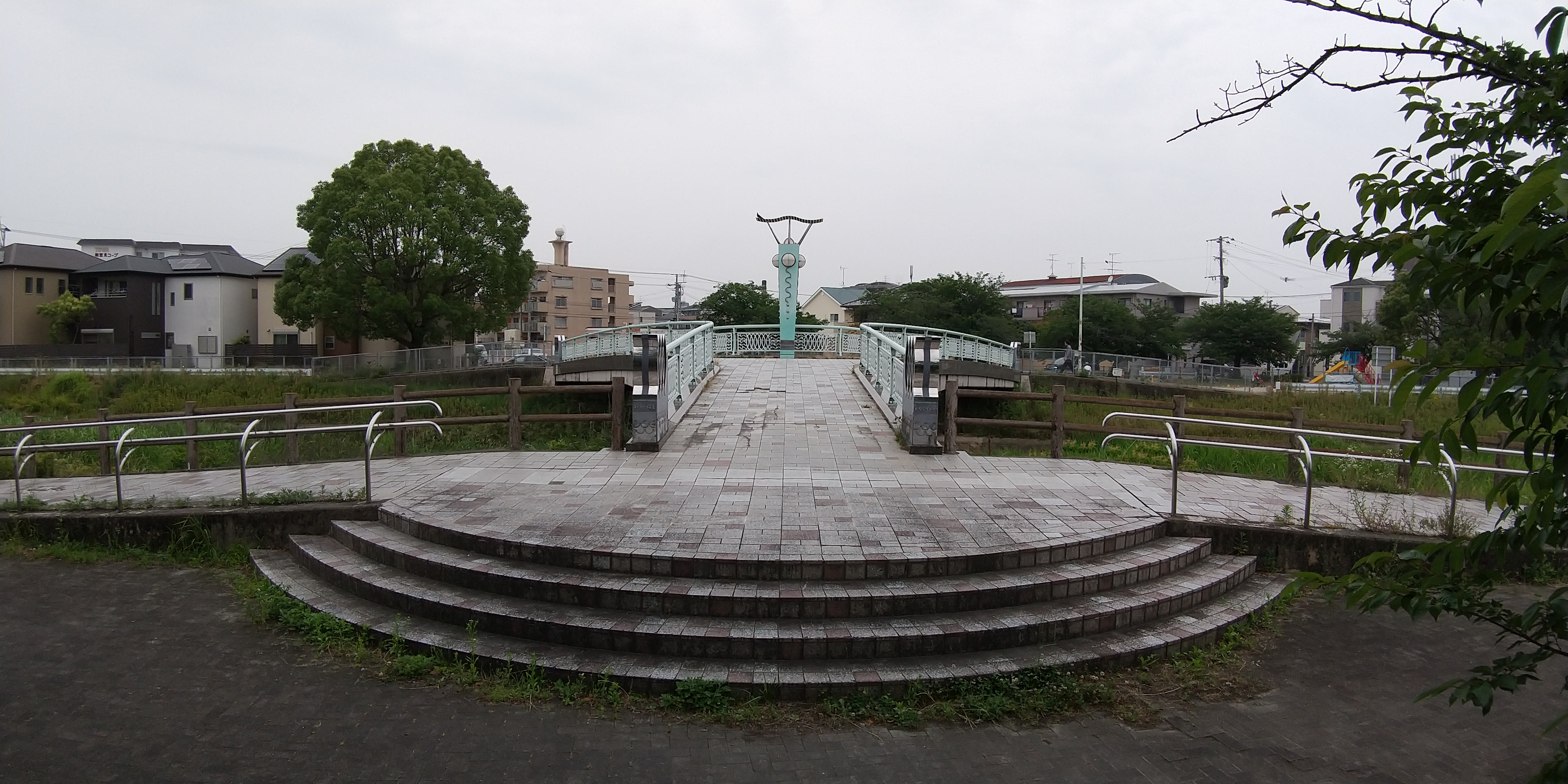
桜花橋